# 雷·刘易斯 (田径运动员)
雷·刘易斯（英語：Ray Lewis，1910年10月8日—2003年11月15日），加拿大男子田径运动员，主攻短跑。他曾代表加拿大参加1932年夏季奥林匹克运动会田径比赛，获得男子4×400米接力铜牌。